# 槽虫门
槽虫门（学名：Loukozoa）是原生动物界的一个门。

## 下属分类
本科包括以下属：
- 雅各巴虫纲 Jakobea
- 马拉维单胞虫纲 Malawimonadea
- Tsukubea